# 琴弾公園
琴弾公園（ことひきこうえん）は、香川県観音寺市にある香川県営の都市公園。瀬戸内海に面する有明浜と琴弾山一帯に位置する風致公園である。開設面積38.6ha。1897年（明治30年）12月1日開設。設計は園芸師の小沢圭次郎。
国の名勝に指定されており（1936年（昭和11年）12月16日指定）、瀬戸内海国立公園にも含まれている（1956年（昭和31年）5月1日指定）。

## 概要
琴弾山の山頂には琴弾八幡宮があり、西側の象ヶ鼻岩銭形展望台からは燧灘に浮かぶ伊吹島や、砂で造られた寛永通宝の銭形砂絵を眺めることができ、その景色は四国八十八景68番に選定されている。琴弾山へは、ドライブウェイがあり、上り570 m、下り900 mで、展望台付近に山上駐車場がある。このドライブウェイは、1953年（昭和28年）に香川県で国体が開催されたさいに、観音寺市内で自転車競技が行われた記念に設置されたものである。
琴弾山々麓には四国八十八箇所第68番札所である神恵院、第69番観音寺や、連歌師・山崎宗鑑の日本最古の俳跡といわれる一夜庵や、根上がり松などがある。
日本の白砂青松100選（1987年1月10日選定）、日本さくら名所100選（1990年4月6日選定）に選ばれている。

## 園内・周辺の主な施設
- 琴弾八幡宮（新四国曼荼羅霊場23番札所・さぬき十五社14番札所）
- 観音寺（四国八十八ヶ所69番札所）
- 神恵院（四国八十八ヶ所68番札所）
- 道の駅ことひき
- 世界のコイン館
- 有明浜海水浴場
- 銭形砂絵

## ギャラリー

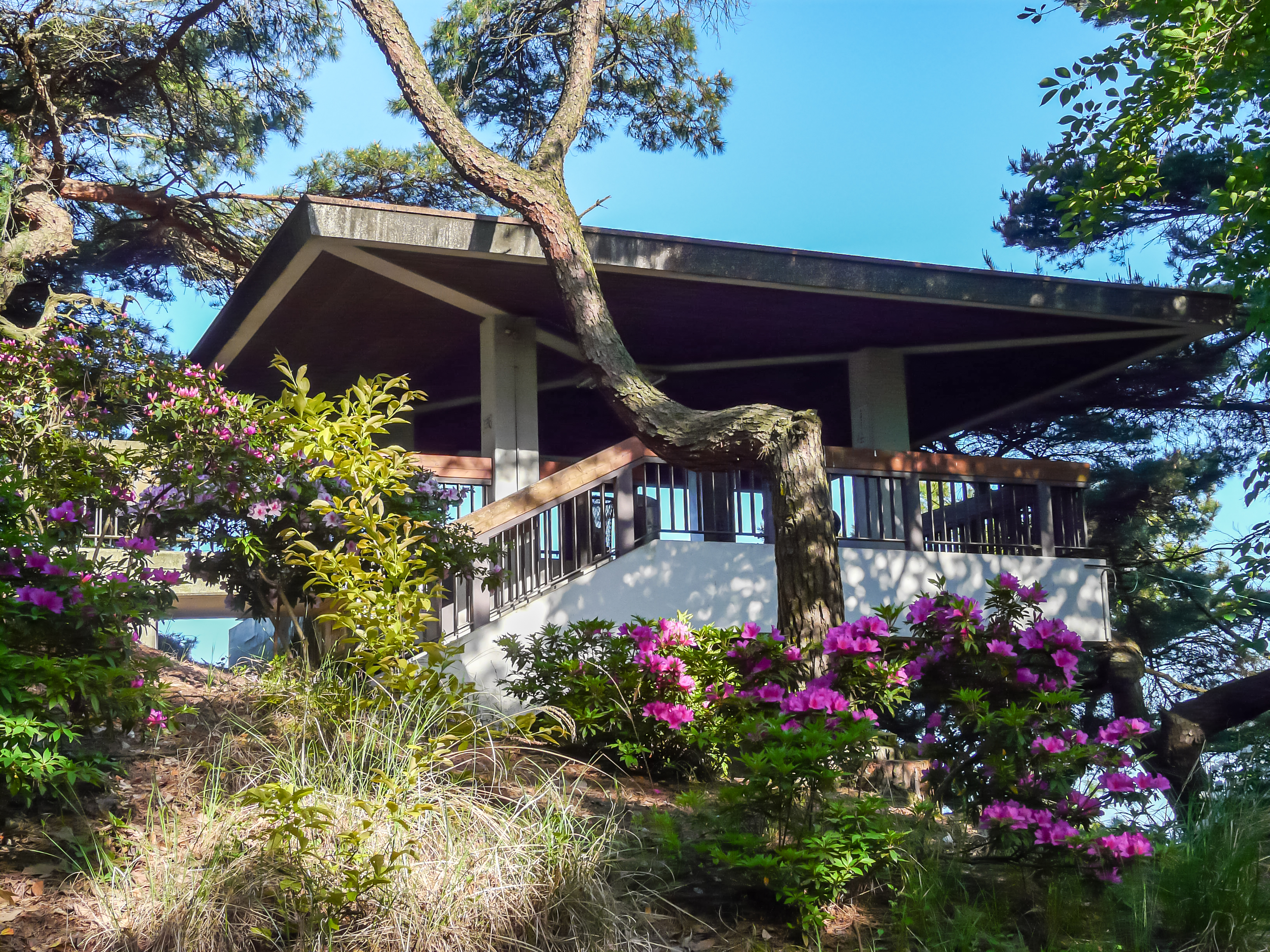
象ヶ鼻岩銭形展望台
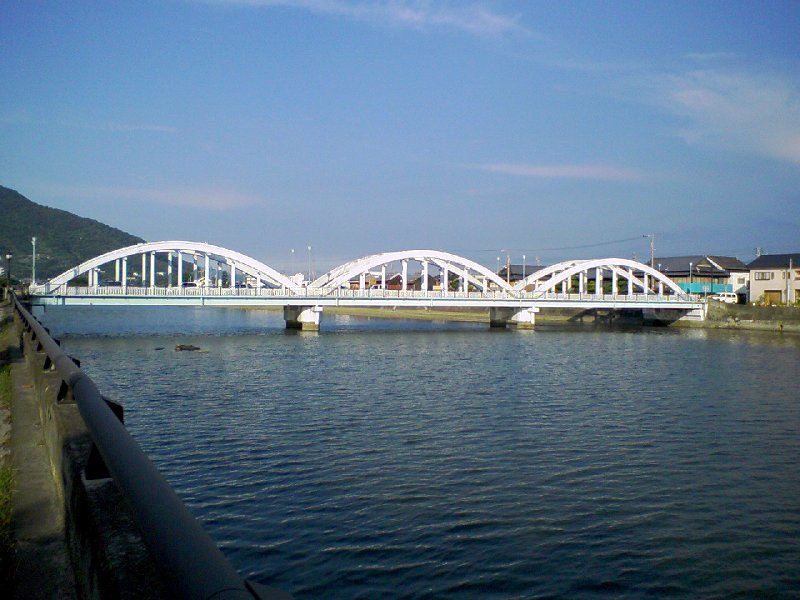
三架橋（財田川）
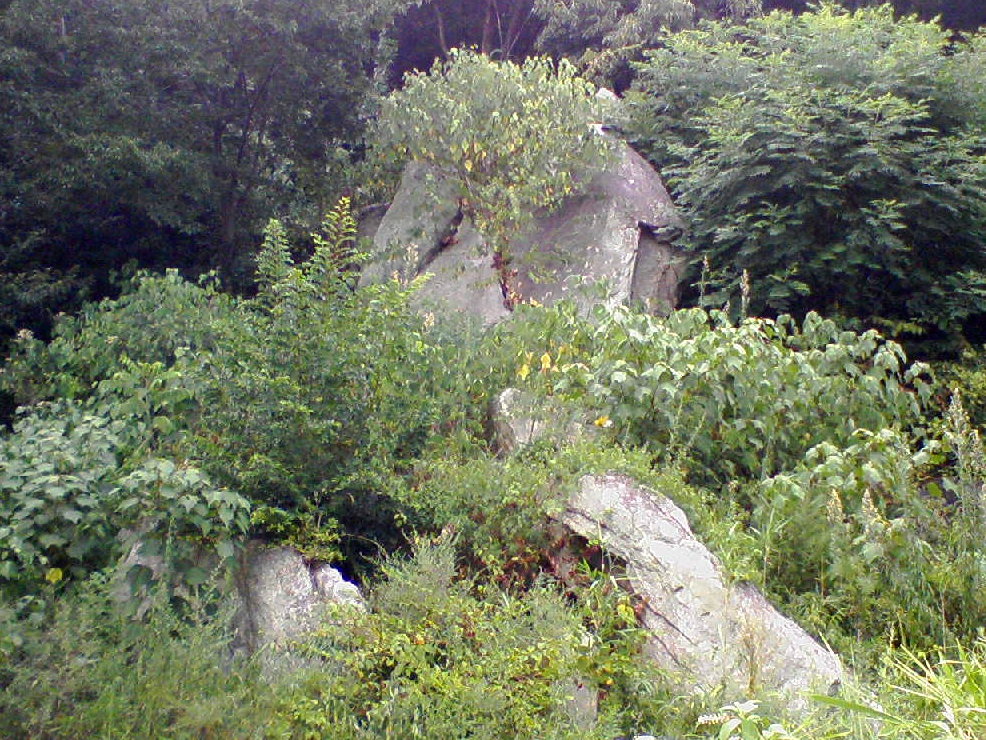
問答岩
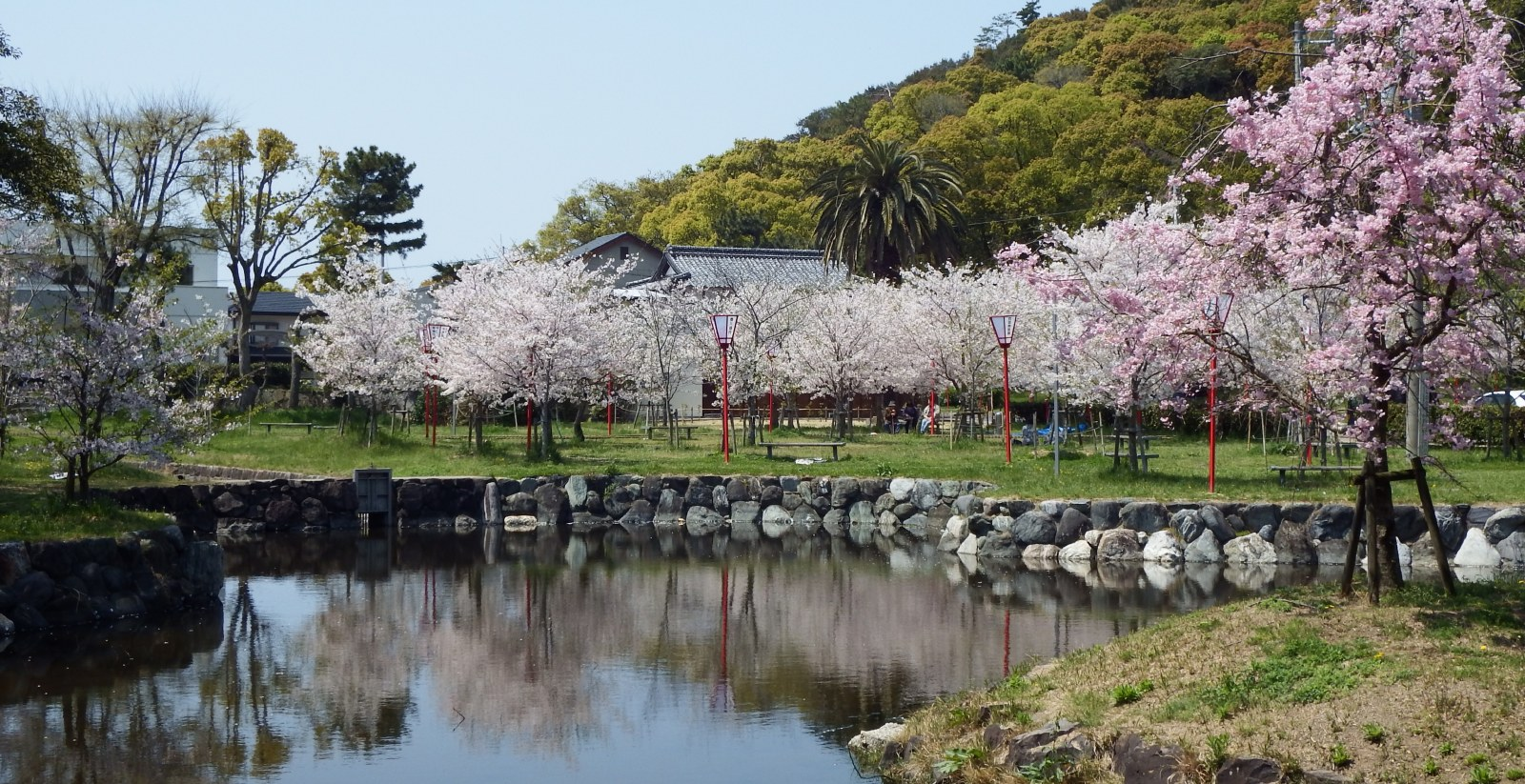
さくら広場
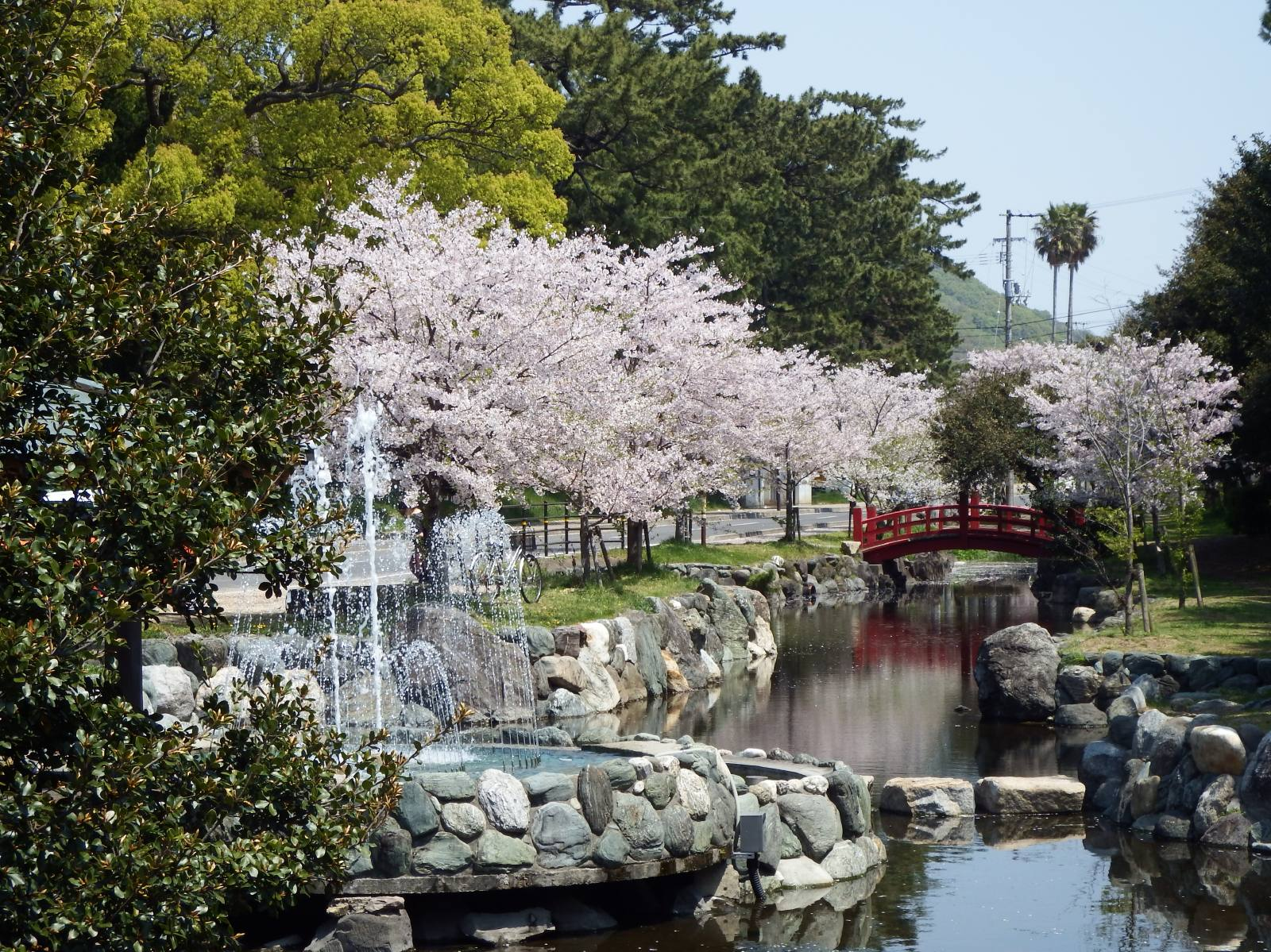
琴柱池
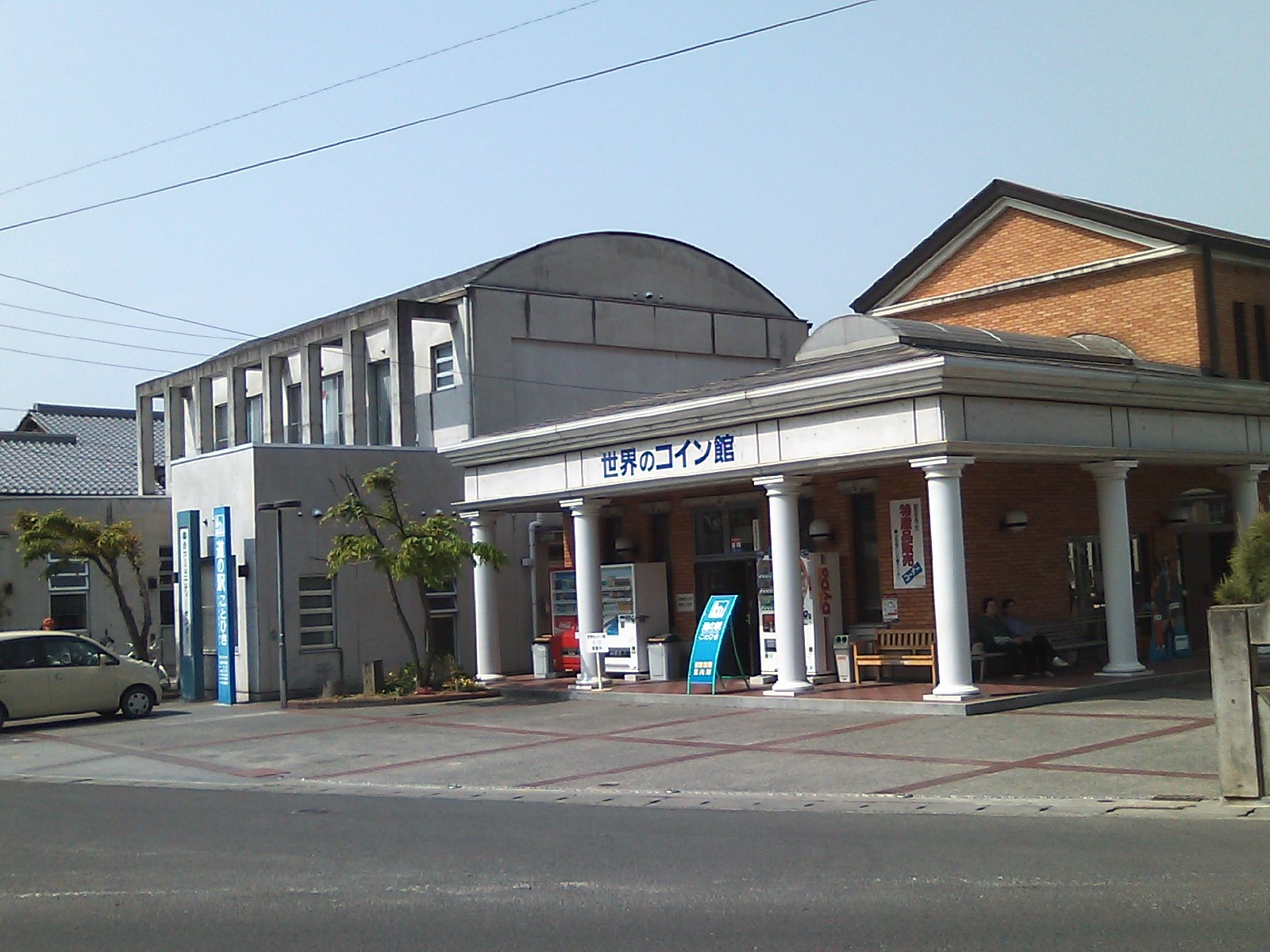
道の駅ことひき
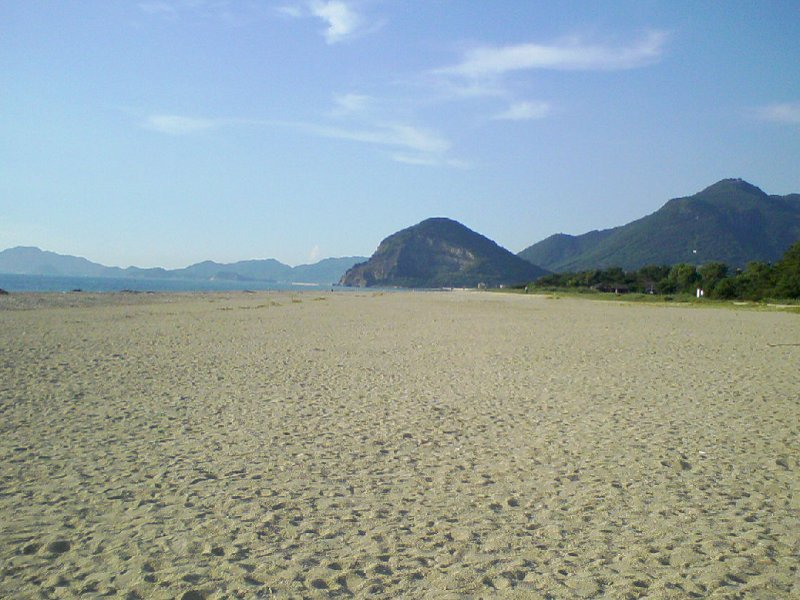
有明浜（正面は江甫草山）
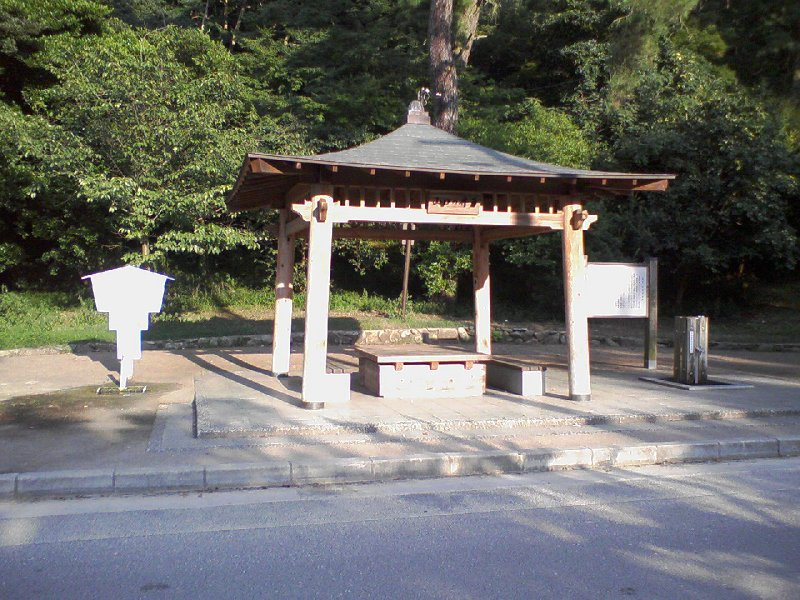
山口の井戸
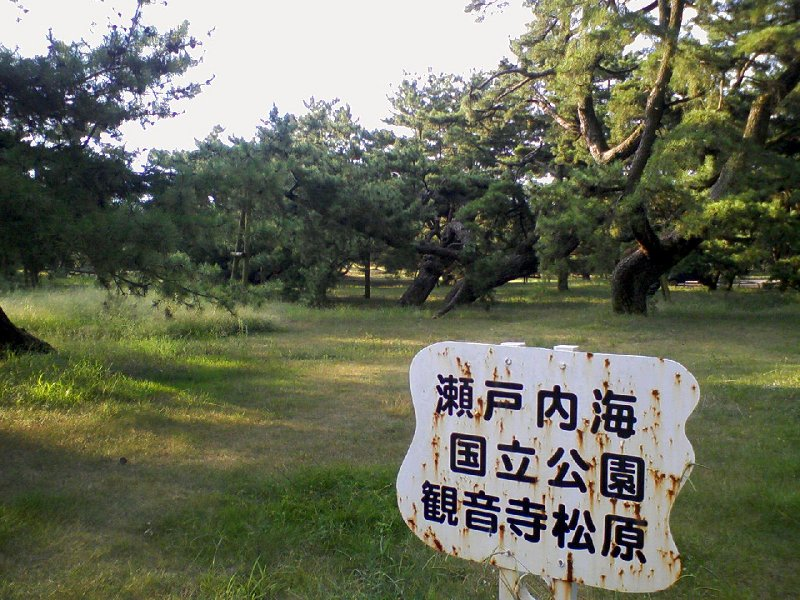
観音寺松原
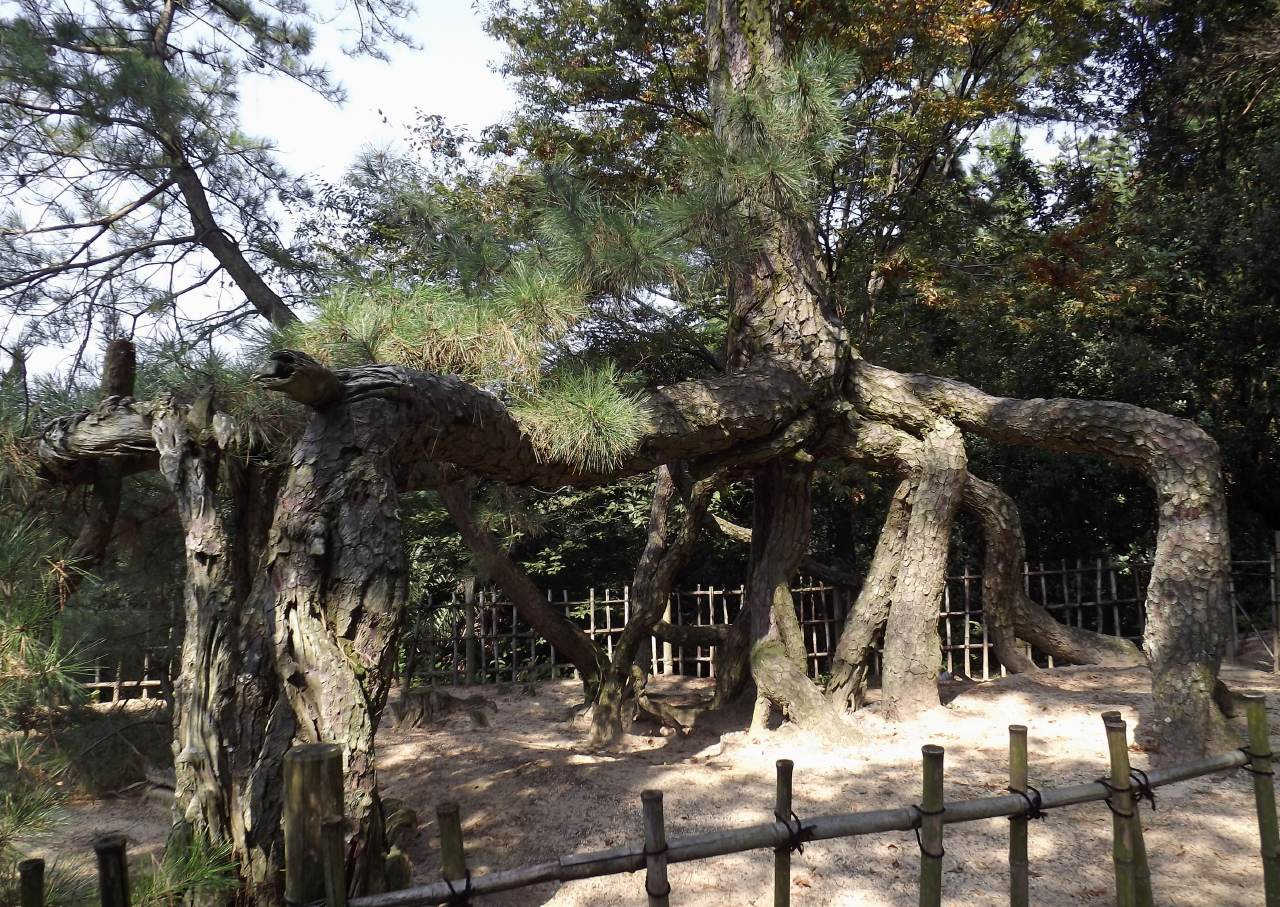
根上がり松
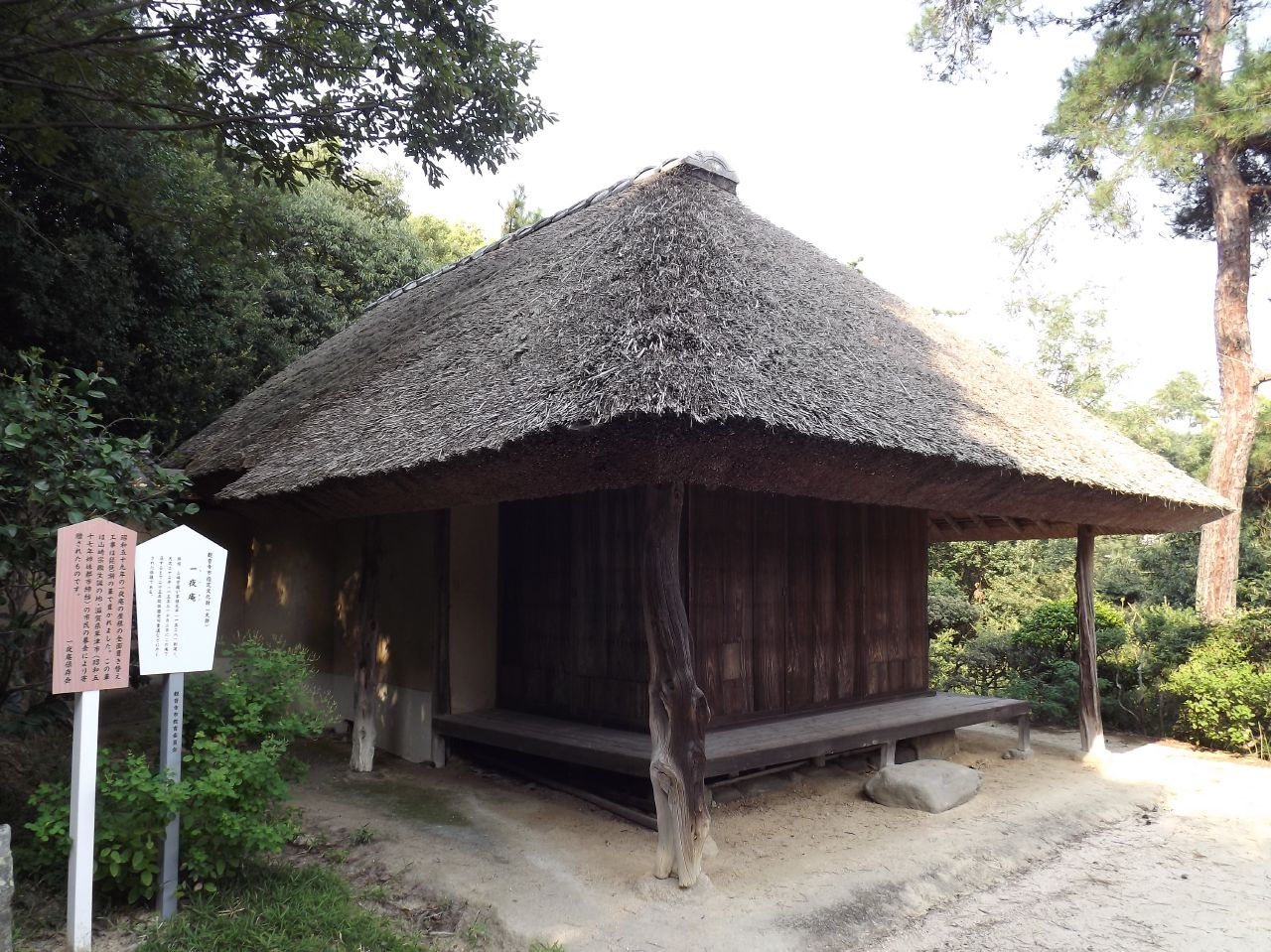
一夜庵
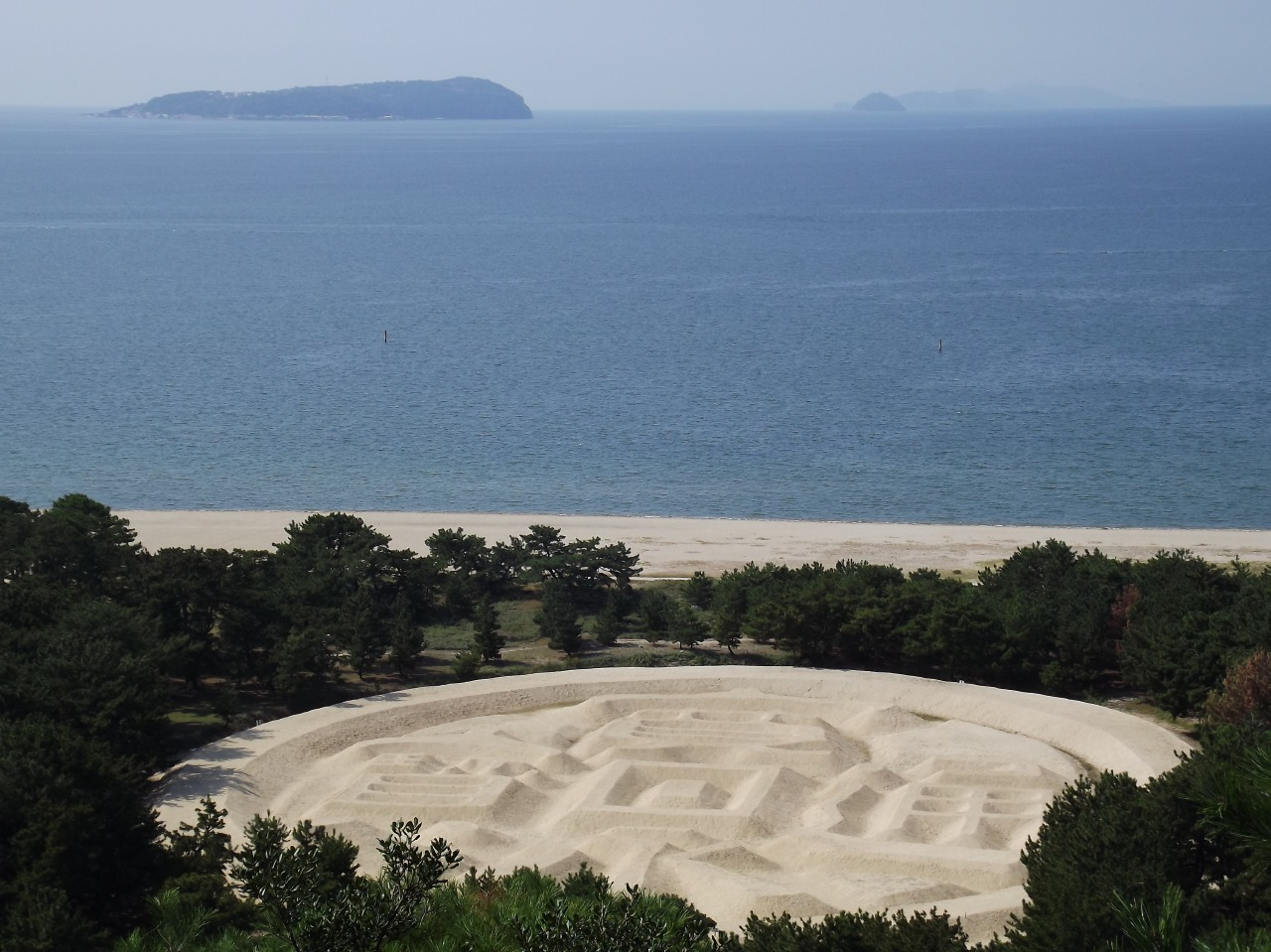
伊吹島と円上島

## アクセス
- 高松自動車道大野原ICから約6km
- JR四国観音寺駅から約2km